# Aziz Sattar
Datuk Aziz Sattar (8 de agosto de 1925 - 6 de mayo de 2014) fue un actor, comediante, cantante y director de Malasia que es sobre todo conocido por sus papeles en las películas malayas en blanco y negro de los años 1950 y 1960.

## Carrera
En 1952, Sattar y sus dos amigos de la infancia fueron invitados a trabajar en el estudio de Malay Film Productions. Inicialmente, Sattar trabajó únicamente como miembro de la tripulación, pero en 1953, fue invitado a unirse al elenco de reparto de la película Putus Harapan. Más ofertas de cine continuaron, y Sattar con el tiempo se convirtió en un elemento básico en lo cómico de las películas malayas de aquella época, donde aparece con el actor exitoso P. Ramlee en numerosas ocasiones, sobre todo en la serie de películas Bujang Lapok.

## Muerte
Murió el 6 de mayo de 2014, aproximadamente a las 2 a. m. (CST) en el hospital Kajang debido a enfermedades del corazón.

## Filmografía
| Año  | Título                          |
| ---- | ------------------------------- |
| 1952 | Putus Harapan                   |
| 1953 | Mangsa                          |
| 1953 | Hati Iblis                      |
| 1954 | Jasa                            |
| 1954 | Arjuna                          |
| 1955 | Kipas Hikmat                    |
| 1956 | Ribut                           |
| 1957 | Putera Bertopeng                |
| 1957 | Bujang Lapok                    |
| 1957 | Hantu Jerangkong                |
| 1958 | Hantu Kubur                     |
| 1958 | Gergasi                         |
| 1959 | Nujum Pak Belalang              |
| 1959 | Raja Laksamana Bentan           |
| 1959 | Pendekar Bujang Lapok           |
| 1960 | Sumpah Wanita                   |
| 1961 | Ali Baba Bujang Lapok           |
| 1961 | Seniman Bujang Lapok            |
| 1962 | Siti Muslihat                   |
| 1962 | Labu dan Labi                   |
| 1963 | Nasib Si Labu Labi              |
| 1963 | Pilih Menantu                   |
| 1964 | Siapa Besar                     |
| 1964 | Mambang Moden                   |
| 1965 | Takdir                          |
| 1965 | Pusaka Pontianak                |
| 1966 | Aksi Kucing                     |
| 1975 | Keluarga Combat                 |
| 1979 | Prebet Lapok                    |
| 1980 | Penyamun Tarbus                 |
| 1981 | Da Di Du                        |
| 1985 | Bujang Lapok Kembali Daa        |
| 1988 | Perawan Malam                   |
| 1990 | Adik                            |
| 1991 | Juara                           |
| 1993 | Teh Tarik                       |
| 1993 | Abang '92                       |
| 1995 | Simfoni Kasih                   |
| 1996 | Suami, Isteri & ...             |
| 1997 | Layar Lara                      |
| 1998 | Jibon                           |
| 2002 | Embun                           |
| 2002 | Soalnya Siapa?                  |
| 2004 | Pontianak Harum Sundal Malam    |
| 2005 | Pontianak Harum Sundal Malam II |
| 2006 | Cicak-Man                       |
| 2007 | Budak Lapok                     |
| 2007 | Anak Halal                      |
| 2009 | Setem                           |
| 2009 | Momok The Movie                 |
| 2010 | Kecoh Betul                     |